# Woestijnrenhagedis
De woestijnrenhagedis (Aspidoscelis uniparens) is een reptiel uit de familie tejuhagedissen (Teiidae).

## Naam
De soort werd voor het eerst wetenschappelijk beschreven door John William Wright en Charles Herbert Lowe in 1965. Oorspronkelijk werd de naam Cnemidophorus uniparens gebruikt. De soortaanduiding uniparens betekent vrij vertaald 'één-ouderig' en slaat op de bijzondere voortplantingswijze.

## Uiterlijke kenmerken
De lichaamslengte bedraagt 15 tot 23 centimeter. Het slanke, zandbruine lichaam van deze hagedis is donkerbruin aan de bovenzijde van de rug en hier zijn zes tot zeven lichte lengtestrepen aanwezig. Het dier heeft een lange, zweepvormige staart en een spitse kop.

## Leefwijze
Het voedsel van deze hagedis bestaat uit insecten. De woestijnrenhagedis is overdag actief en bodembewonend. Af en toe wordt een zonnebad genomen.

## Voortplanting
Opmerkelijk is, dat de soort parthegonetisch is en slechts uit vrouwtjes bestaat. Er komen dus geen mannetjes voor. Het legsel bestaat uit 1 tot 4 eieren, die worden afgezet in aarde, onder stenen of onder hout. De staart van de juvenielen is fel blauw van kleur.

## Verspreiding en habitat
Deze soort komt voor in de zuidelijke Verenigde Staten in de staten Arizona, New Mexico en Texas en in Noord-Mexico in de staat Chihuahua. De habitat bestaat uit woestijnen, droge graslanden en struwelen.
Door de internationale natuurbeschermingsorganisatie IUCN wordt de hagedis als 'veilig' beschouwd (Least Concern of LC).